# Кајацано (Салерно)
Кајацано је насеље у Италији у округу Салерно, региону Кампанија.
Према процени из 2011. у насељу је живело 385 становника. Насеље се налази на надморској висини од 461 м.